# 1609 Brenda
1609 Brenda eller 1951 NL är en asteroid i huvudbältet som upptäcktes den 10 juli 1951 av den sydafrikanske astronomen E. L. Johnson i Johannesburg. Den har fått sitt namn efter ett barnbarn till upptäckaren.
Asteroiden har en diameter på ungefär 29 kilometer och den tillhör asteroidgruppen Prokne.